# Jaouad Eziyar
Pas d'image ? Cliquez ici

a Compétitions nationales et continentales officielles uniquement.

b Matchs officiels uniquement.
Dernière mise à jour le 11 septembre 2018.
Jaouad Eziyar (en arabe : جواد عيار), né le 19 mai 1979 au Maroc, est un joueur de rugby à XV, international marocain évoluant au poste d'ailier ou d'arrière (1,75 m pour 78 kg).

## Carrière

### En équipe nationale
- Jaouad Eziyar fait partie de l'équipe du Maroc, qui a disputé la phase de qualification pour la Coupe du monde de rugby 2007.